# Neromia draudti
Neromia draudti là một loài bướm đêm trong họ Geometridae.